# ロサンゼルス・ギター・カルテット
ロサンゼルス・ギター・カルテット（Los Angeles Guitar Quartet、LAGQ）は、1980年に結成されたアメリカのクラシック・ギター・アンサンブル。ジョン・ディアマン、ウィリアム・カネンガイザー、スコット・テナント、マシュー・グライフ（2006年末にオリジナル・メンバーのアンドリュー・ヨークから交代）で構成されている。彼らはナイロン弦ギターを演奏して、さまざまな楽器やエフェクトを模倣している。
彼らはバロック、ブルーグラス、フラメンコ、ロック、ニューエイジなど、さまざまなスタイルで演奏してきた。このカルテットは、2005年にアルバム『ギター・ヒーローズ』でグラミー賞最優秀クラシック・クロスオーバー・アルバム賞を受賞した。

## 背景
元々、アニサ・アンガロラが、ギタリストのペペ・ロメロの助けを得て、1980年に南カリフォルニア大学でカルテットを結成した。1990年にアンガロラの後任としてアンドリュー・ヨークが加入。2006年にヨークの後任としてマシュー・グライフが加入した。グループの最初のアルバムには、ホルスト、ロッシーニ、ストラヴィンスキーの作品が収録されていた。このグループは主にクラシックのアンサンブルだが、他のジャンルにも手を出している。アルバム『ギター・ヒーローズ』には、チェット・アトキンス、セルジオ・アサド、スティーヴ・ハウ、パット・メセニーによる音楽が収録されていた。このグループはクラシックのなかでも、バロック、古典、ルネサンス、ロマン派、現代音楽などを演奏してきた。
スコット・テナントは、ホアキン・ロドリーゴのギター作品や、イングランド、アイルランド、スコットランドのケルト音楽のアルバムを録音した。彼は南カリフォルニア大学で教鞭をとり、クラシック・ギターのメソッド本を執筆している。ジョン・ディアマンは、ベース弦を追加し、フレットボードを拡張したカスタム・ギターを演奏する。彼はエル・カミノ大学とカリフォルニア大学サンタバーバラ校で教えてきた。
ウィリアム・カネンガイザーは、フランツ・リストの「ハンガリー狂詩曲第2番」やガムラン曲「Gongan」などの作品をこのカルテットのために編曲している。彼は南カリフォルニア大学で教鞭をとっており、南カリフォルニア大学ソーントン音楽学校を卒業している。

## 受賞歴
- 『ラテン』 - Latin、グラミー賞ノミネート 2003年[1]
- 『ギター・ヒーローズ』 - Guitar Heroes、グラミー賞最優秀クラシック・クロスオーバー・アルバム賞 2005年[1]

## ディスコグラフィ

### アルバム
- L.A. Guitar Quartet Recital (1991年、GHA)
- Dances from Renaissance to Nutcracker (1992年、Delos)
- Evening in Granada (1993年、Delos)
- 『火祭りの踊り』 - Manuel de Falla: El Amor Brujo (1994年、GHA)
- Labyrinth (1995年、Delos)
- For Thy Pleasure (1996年、Delos)
- 『L.A.G.Q.』 - L.A.G.Q. (1998年、Sony)
- 『エアー&グラウンド』 - Air and Ground (2000年、Sony)
- 『ラテン』 - LAGQ Latin (2002年、Telarc)
- 『ギター・ヒーローズ』 - Guitar Heroes (2004年、Telarc)
- 『セビリアの理髪師』 - Los Angeles Guitar Quartet (2004年、GHA)
- 『スピン』 - Spin (2006年、Telarc)
- Brazil (2007年、Telarc)
- Interchange: Concertos by Rodrigo and Assad (2010年、Telarc)
- Boccherini: Guitar Quintets (2011年、Red Bus)
- New Renaissance (2015年、Burnside/Lagq)[3]
- Opalescent (2022年)

## 記事
- Interview (1987), by Paul Magnussen[4]